# 出田町
出田町（いずたちょう）は、横浜市神奈川区の町名。住居表示は未実施。

## 出田町の読み方
後節で述べる埠頭の名称としては出田町埠頭（でたまちふとう）であり、住所の出田町（いずたちょう）と読み方が異なる。このため、タクシーやトラックなどの運輸従事者を中心に住所も「でたまち」「でだまち」と読まれることが多い。

## 地理
神奈川区臨海部の港湾地区に位置し、千若町に隣接する。面積は0.161km²で、人口・世帯数は秘匿となっている。
用途地域としては全域が商業地域に指定されている。

## 沿革
- 1921年（大正10年）2月4日、横浜鉄工所が千若町3丁目地先の埋立免許を取得。
- 1923年4月に着工、1927年（昭和2年）8月22日に竣工した。同8月30日、横浜鉄工所の専務取締役出田孝之の姓から、出田町と命名された[7]。
- 1952年に出田町埠頭の建設工事着工。
- 1952年 電気通信省(のちの日本電信電話公社、NTT)施設局が出田町地先埋立を竣工。横浜海底線工事事務所の用地とし、海底ケーブル敷設・保守用の船舶(釣島丸など)を係船。
- 1954年に2バースが完成、1958年〜1963年にかけ、新たに2バースを建設した。

## 事業所
2021年（令和3年）現在の経済センサス調査による事業所数と従業員数は以下の通りである。
| 町丁   | 事業所数 | 従業員数 |
| ------ | -------- | -------- |
| 出田町 | 24事業所 | 306人    |

### 事業者数の変遷
経済センサスによる事業所数の推移。
| 年                 | 事業者数 |
| ------------------ | -------- |
| 2016年（平成28年） | 20       |
| 2021年（令和3年）  | 24       |

### 従業員数の変遷
経済センサスによる従業員数の推移。
| 年                 | 従業員数 |
| ------------------ | -------- |
| 2016年（平成28年） | 383      |
| 2021年（令和3年）  | 306      |

## 出田町埠頭
A・B（各延長135m）・C・D（各延長123m）の4つのバースおよび2か所の物揚場を持つ。当初は石炭の取り扱いが主であったが、現在は内航での砂・砂利の移入および日本国外からのバナナを中心とする青果物の輸入が主で、バナナ埠頭の愛称を持つ。2002年の取扱量は、砂・砂利の移入1306千トン、農水産品の輸入456千トン、鉄鋼の移入58千トン、石油類の移入1千トン、計1821千トンであった。
ケイヒンや上組、デルモンテが青果物の倉庫を持ち、保管や燻蒸などの加工を行うほか、三菱鉛筆や日本郵便輸送も物流センターを置く。海底ケーブルの敷設を行うNTTワールドエンジニアリングマリンも出田町に本社および専用岸壁を設けている。

## その他

### 日本郵便
- 郵便番号 : 221-0032[2]（集配局：神奈川郵便局[14]）

### 警察
町内の警察の管轄区域は以下の通りである。
| 番・番地等 | 警察署       | 交番・駐在所 |
| ---------- | ------------ | ------------ |
| 全域       | 神奈川警察署 | 神奈川通交番 |

## 参考資料
- “横浜市町区域要覧” (PDF).   横浜市市民局 (2016年6月). 2022年9月6日閲覧。
- 『県別マップル 神奈川県広域・詳細道路地図』2006年4刷 昭文社 ISBN 9784398626998
- ちず丸（昭文社）
- 運輸省第二港湾建設局京浜港湾工事事務所、2000、『京浜港直轄施工100周年記念誌 港のあゆみ』
- 横浜市、2006、『横浜港港湾計画資料(その1)-改訂-』